# Есекс (Мисури)
Есекс (енгл. Essex) град је у америчкој савезној држави Мисури.

## Демографија
По попису из 2010. године број становника је 472, што је 52 (-9,9%) становника мање него 2000. године.
| Група             | 2000.       | 2010.       |
| Белци             | 517 (98,7%) | 460 (97,5%) |
| Афроамериканци    | 0 (0,0%)    | 3 (0,6%)    |
| Азијати           | 1 (0,2%)    | 0 (0,0%)    |
| Хиспаноамериканци | 2 (0,4%)    | 5 (1,1%)    |
| Укупно            | 524         | 472         |